# 石高山
石高山（1228年—1303年），元朝德兴府（今河北省涿鹿县）人。
其父忽鲁虎，跟随成吉思汗攻中原，迁居广平路洺水（今河北省威县）。元世祖中统三年（1262年），石高山建议招集散居的五部探马赤军，以备驱策，受到忽必烈的称赞。中统四年（1263年），忽必烈任命他为管军总管，镇守息州。至元八年（1271年）攻取南宋光州，克枣阳，攻襄樊，略地淮上，进兵江南，有战功。至元十二年（1275年），在焦山之战大败宋将孙虎臣、张世杰。至元十六年（1279年），领兵北征，与忽都鲁领三卫军屯亦脱山，戍和林，屯田以备军储。至元二十四年（1287年），跟随忽必烈讨乃颜，以功升蒙古侍卫亲军都指挥使，守卫东宫。元成宗时以年老致仕，其子闊闊不花襲職，賜鈔三百錠。大德七年（1303年）在家中去世，时年七十六岁。

## 延伸阅读
[在维基数据编辑]
 《元史·卷166》，出自宋濂《元史》
 《新元史/卷153》，出自柯劭忞《新元史》